# Ollumorasskäidi
Ollumorasskäidi är en kulle i Finland. Den ligger i Utsjoki kommun och landskapet Lappland, i den norra delen av landet, 1 000 km norr om huvudstaden Helsingfors. Toppen på Ollumorasskäidi är 268 meter över havet.
Terrängen runt Ollumorasskäidi är platt åt sydost, men åt nordväst är den kuperad.  Trakten runt Ollumorasskäidi är nära nog obefolkad, med mindre än två invånare per kvadratkilometer. Närmaste större samhälle är Karigasniemi, 8,8 km väster om Ollumorasskäidi. Omgivningarna runt Ollumorasskäidi är i huvudsak ett öppet busklandskap.